# 尉天池
尉天池（1936年4月—），安徽砀山人，中国书法家，教授，博士生导师，中国书法家协会原副主席、顾问。

## 生平
1960年7月，毕业于南京师范学院中文系，后长期任教于南京师范大学。曾任中国书法家协会副主席。

## 作品
南京地铁2号线所有车站大字壁均由尉天池所题写：

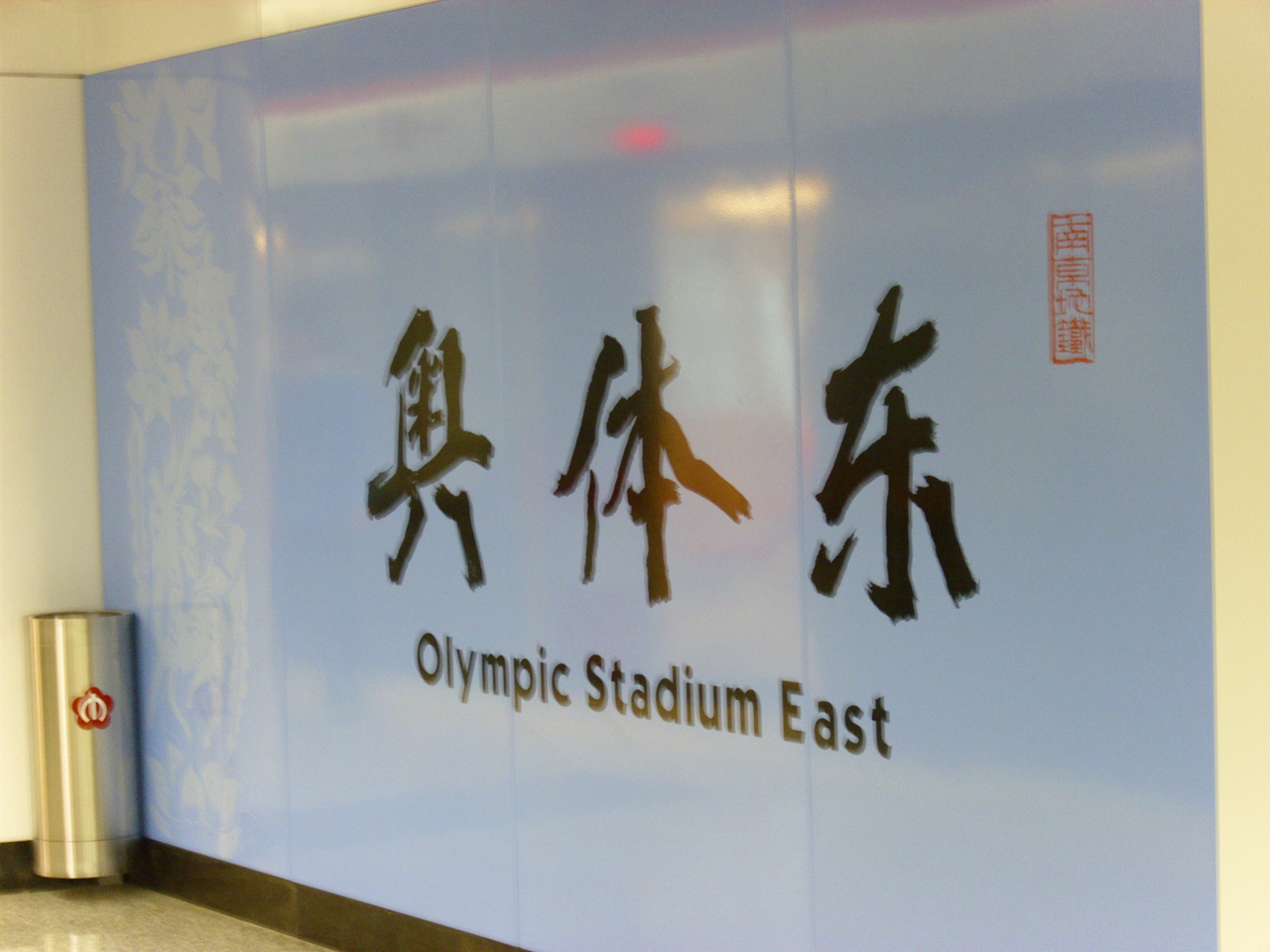
奥体东站
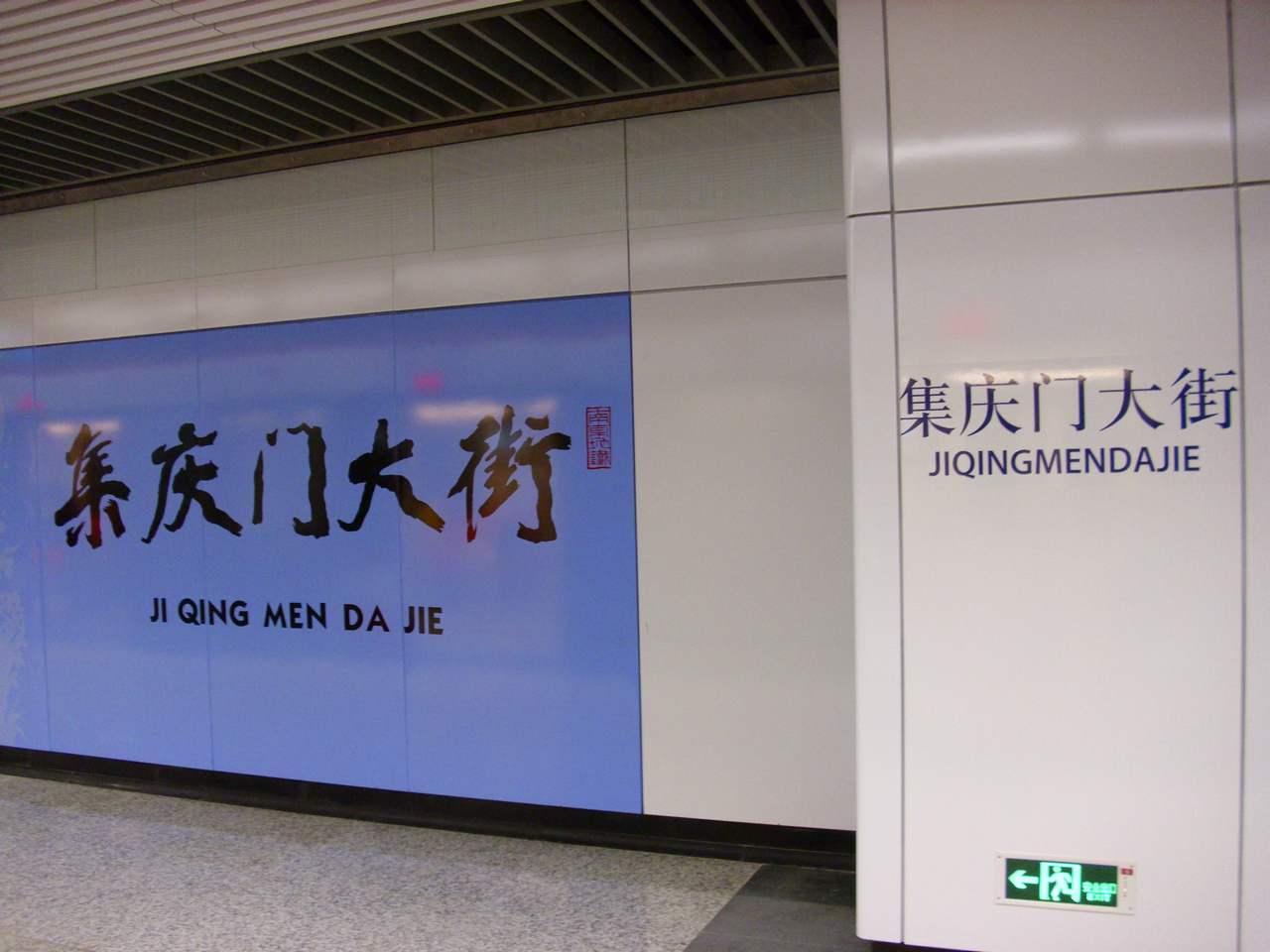
集庆门大街站
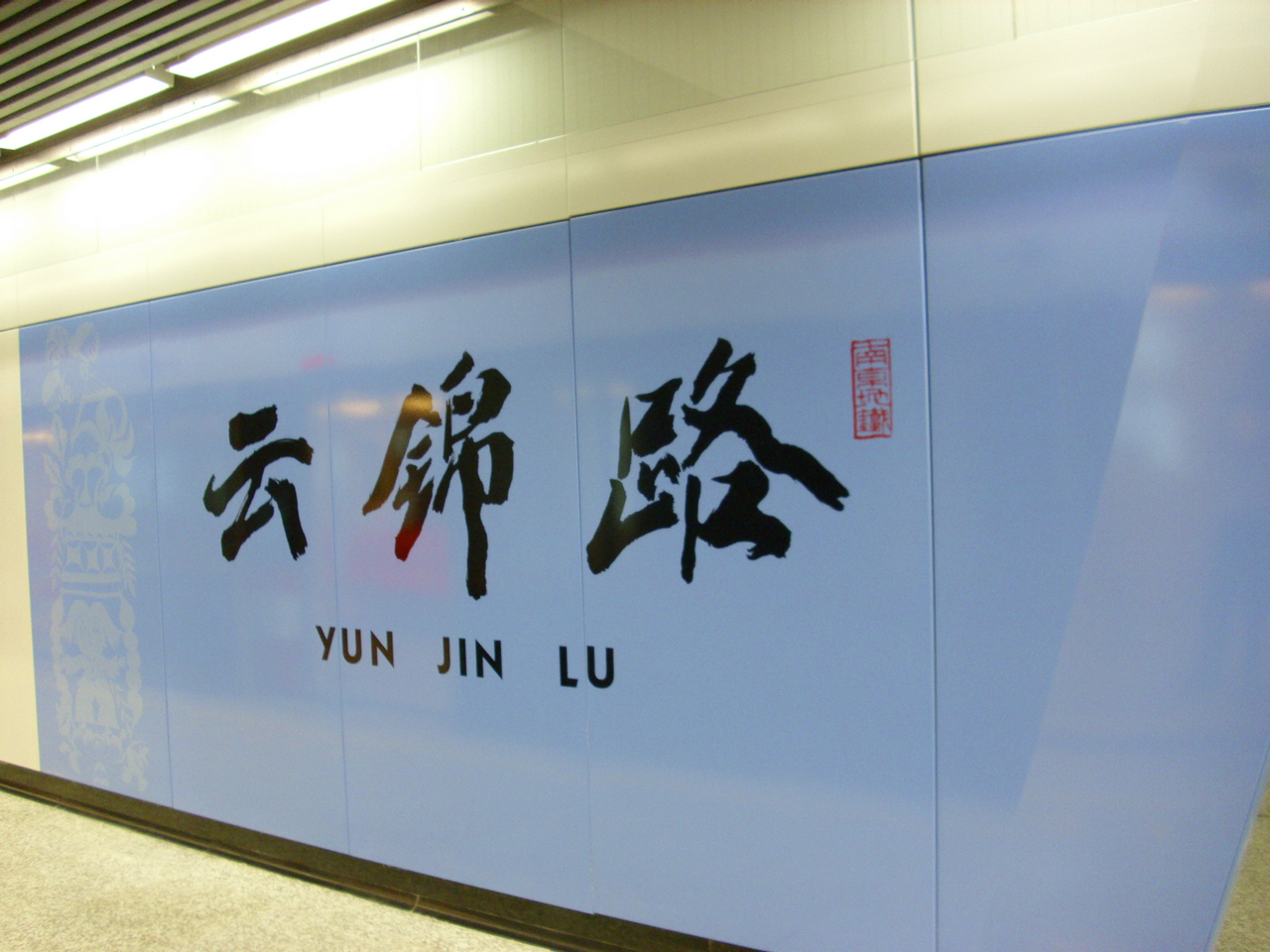
云锦路站
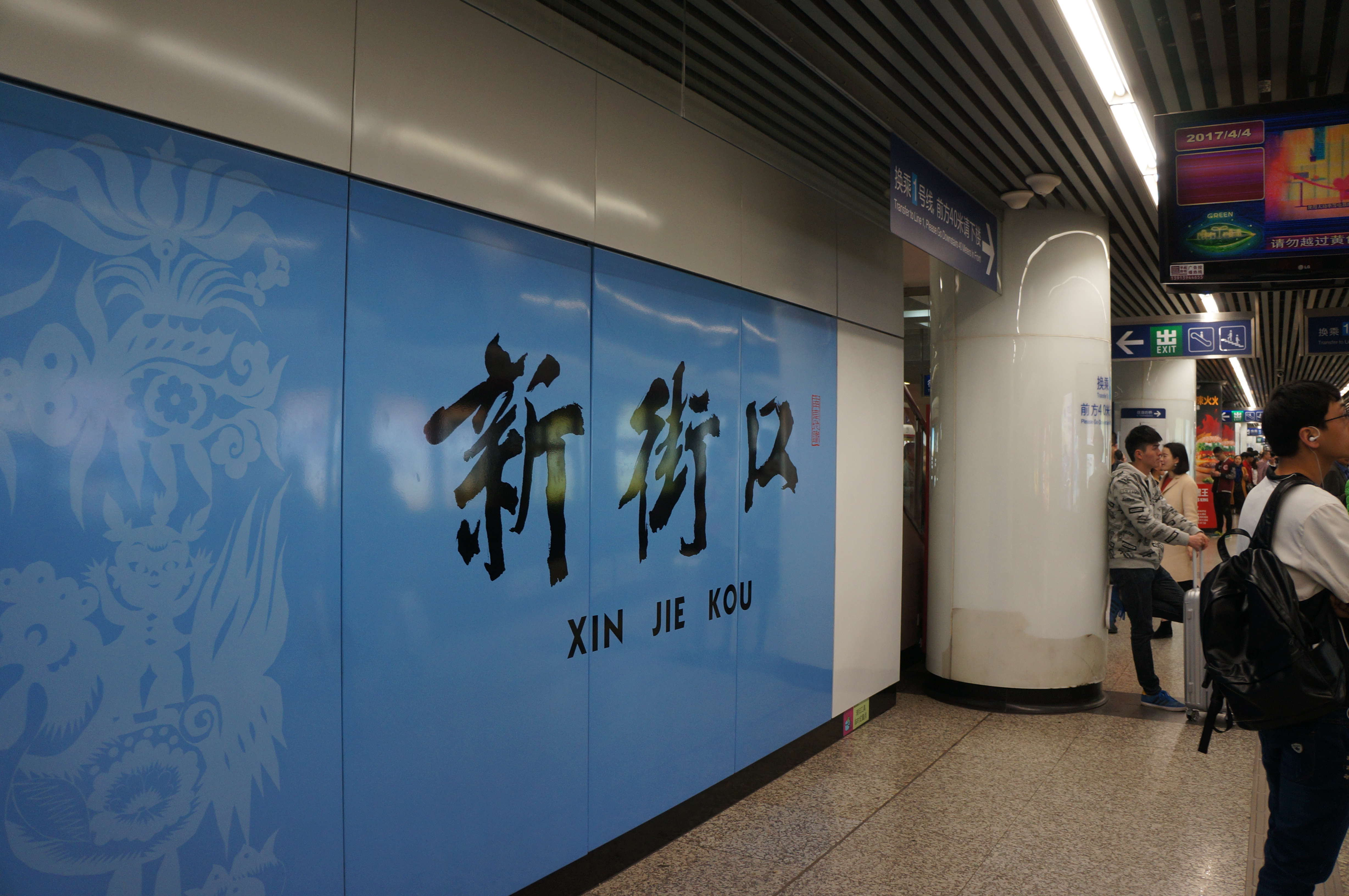
新街口站
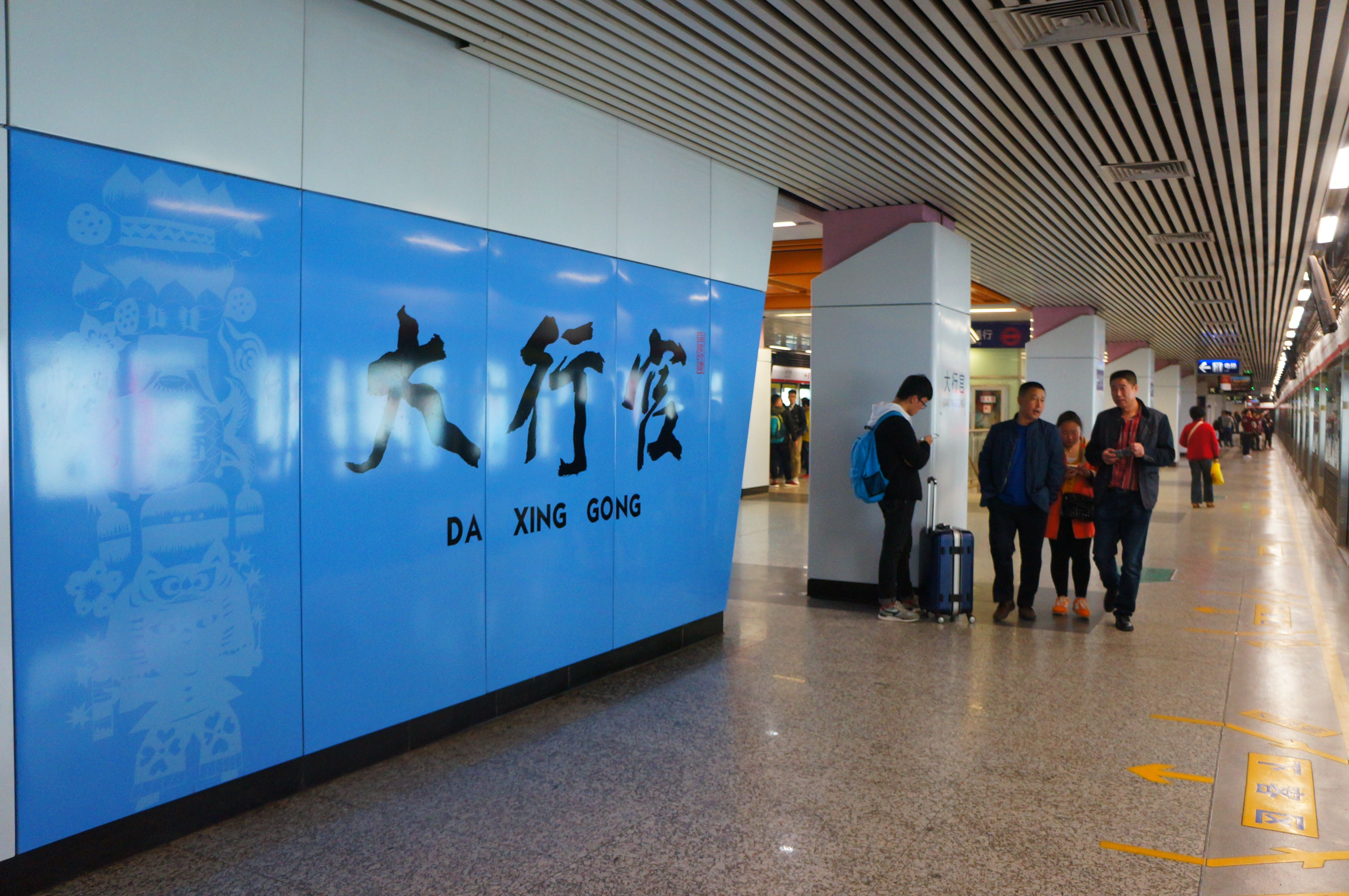
大行宫站
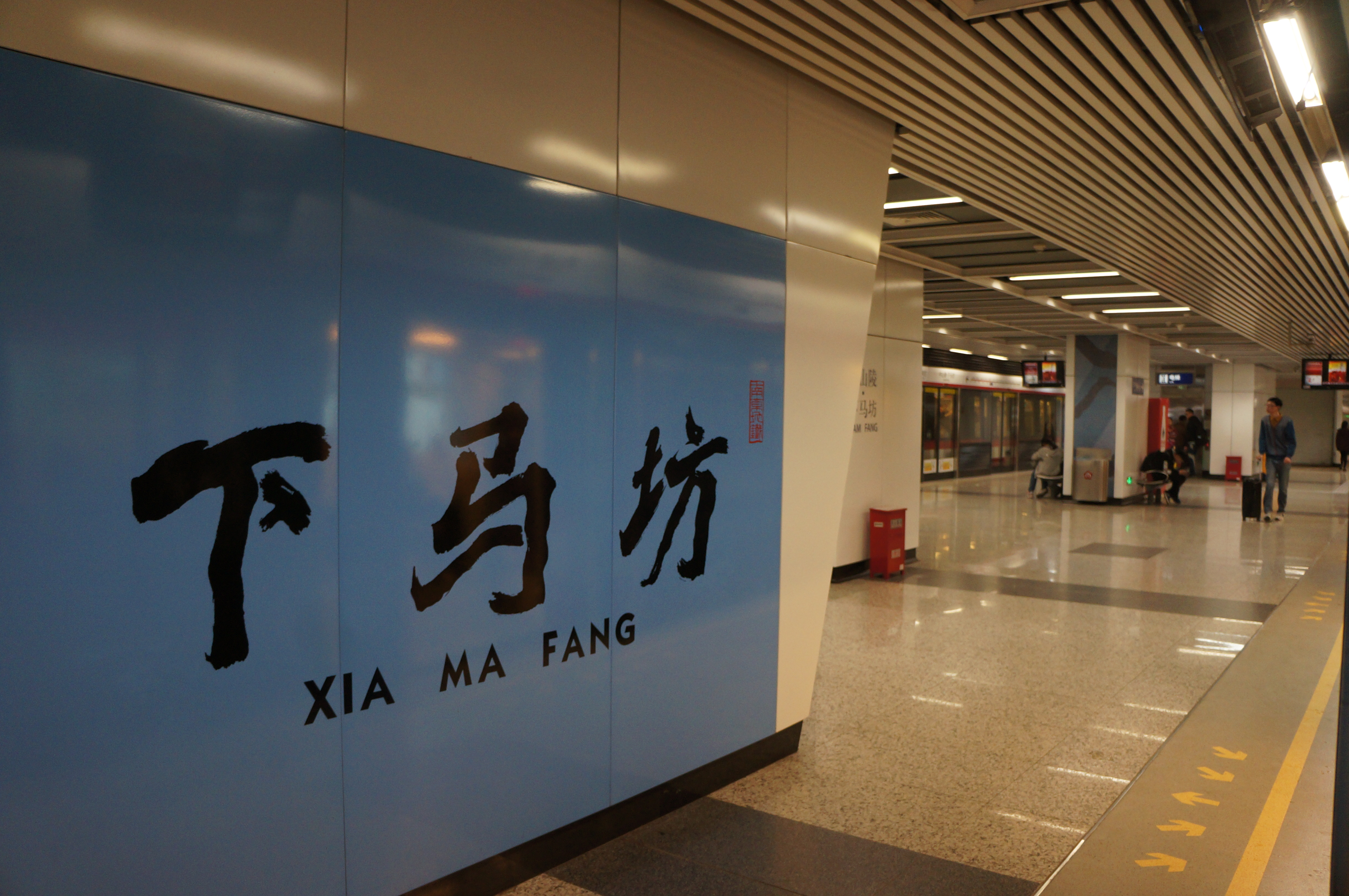
下马坊站
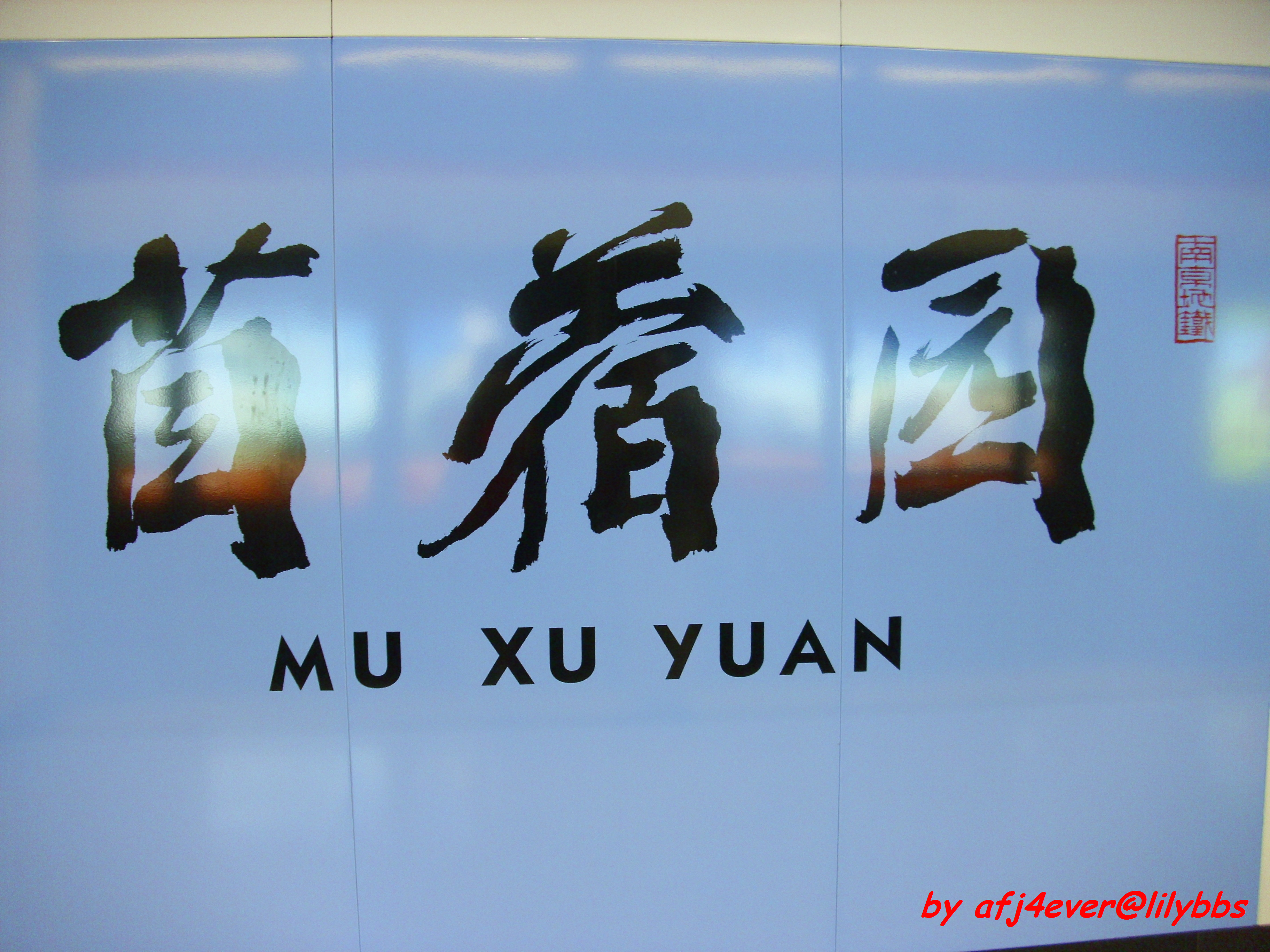
苜蓿园站
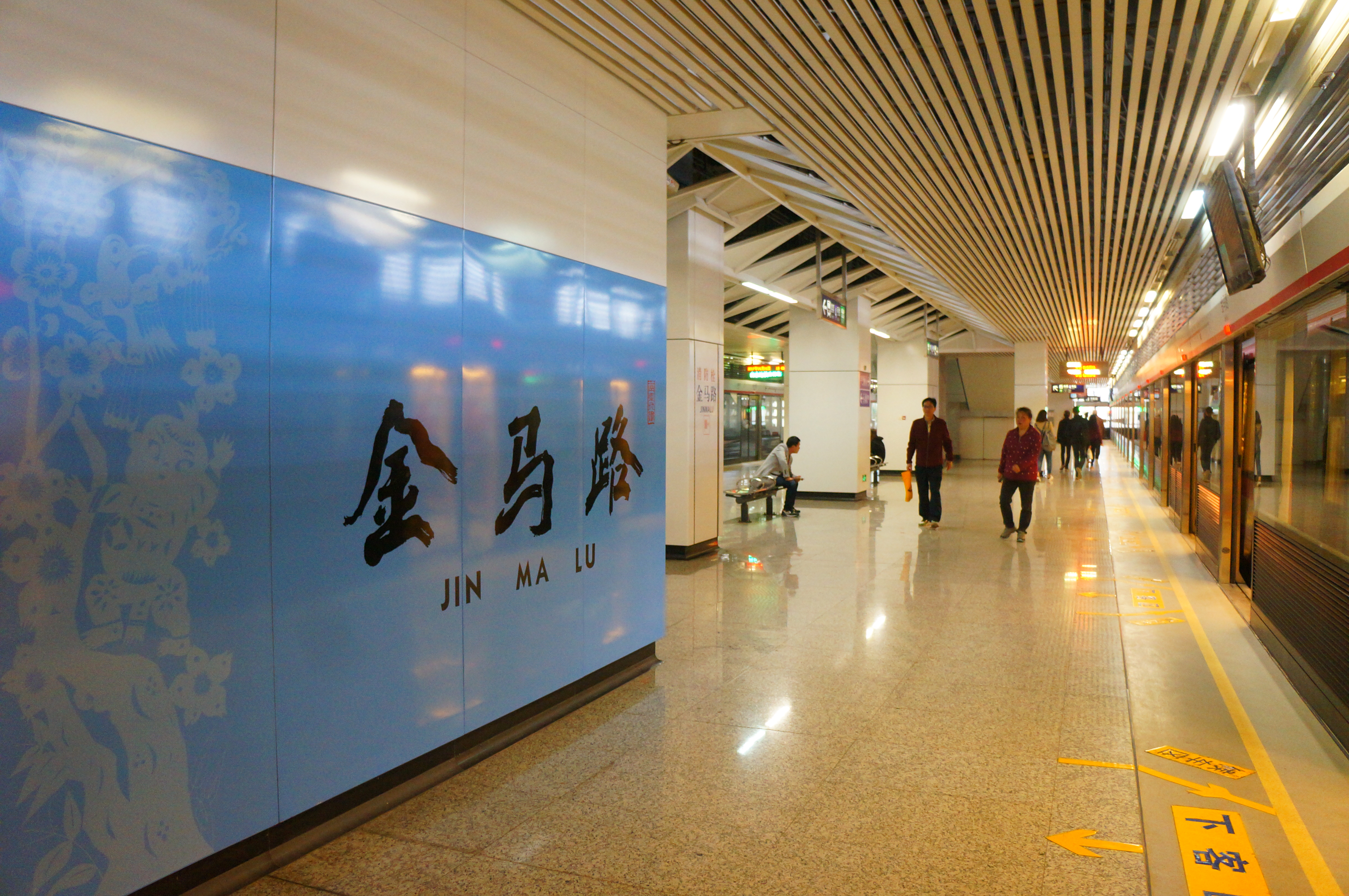
金马路站
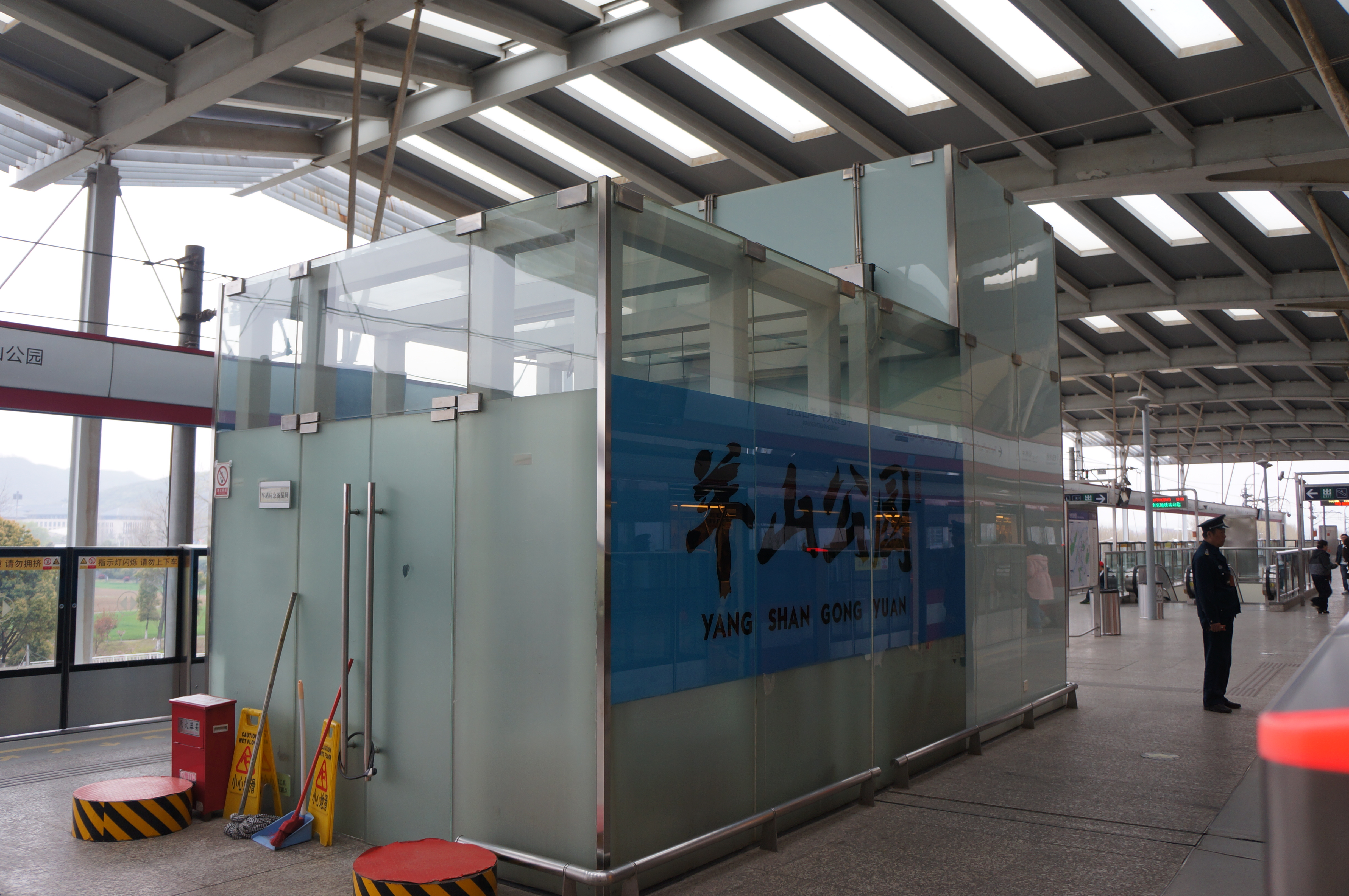
羊山公园站